# علامة بيسكاسيك
علامة بيسكاسيك (بالإنجليزية: Piskacek's sign)‏، تعد أحد العلامات الدلالية على الحمل في الطب. ومع ذلك فإنها غير دقيقة لتحديد احتمالية حدوث الحمل بالإضافة لباقي علامات الحمل المبكر مثل علامة غوديل، هيغار، فون براون فيرنفالد وعلامة شادويك.
,
يُستدل على هذه العلامة من خلال تحسس نتوء صغير غير صلب على جوانب الرحم باستخدام أنبوبة الرحم. يمكن ملاحظة هذه العلامة من الإسبوع السابع إلى الإسبوع الثامن من الحمل. الرحم الطبيعي بدون الحمل يكون كمثري الشكل، بعد 12 إسبوع من الحمل يبدأ باتخاذ شكل كروي. حيث أنه بعد انغراس الزيجوت في أحد جوانب الرحم، يحدث تضخم صغير في هذا الجانب فقط ويظل الآخر طبيعيًا. ويكون هذا الجانب من الرحم المُنغرس فيه الزيجوت أكثر تماسكًا وصلابة من الجانب الآخر وهو ما يُعرف بعلامة بيسكاسيك نسبة إلى مكتشفها، طبيب النساء والتوليد النمساوي (لودفيج بيسكاسيك).